# Flée (Côte-d’Or)
Flée ist eine Ortschaft und eine ehemalige französische Gemeinde mit 167 Einwohnern (Stand 1. Januar 2022) im Département Côte-d’Or in der Region Bourgogne-Franche-Comté. Sie gehörte zum Kanton Semur-en-Auxois und zum Arrondissement Montbard.
Mit Wirkung vom 1. Januar 2019 wurden die ehemaligen Gemeinden Flée und Bierre-lès-Semur zur Commune nouvelle Le Val-Larrey zusammengelegt und haben in der neuen Gemeinde den Status einer Commune déléguée. Der Verwaltungssitz befindet sich im Ort Flée.

## Lage
Nachbarorte sind Courcelles-lès-Semur im Nordwesten, Semur-en-Auxois im Norden, Pont-et-Massène im Nordosten, Montigny-sur-Armançon im Osten, Brianny im Südosten, Roilly und Précy-sous-Thil im Süden und Bierre-lès-Semur im Westen.

## Bevölkerungsentwicklung
| Jahr      | 1962 | 1968 | 1975 | 1982 | 1990 | 1999 | 2008 | 2015 |
| --------- | ---- | ---- | ---- | ---- | ---- | ---- | ---- | ---- |
| Einwohner | 160  | 149  | 131  | 118  | 136  | 136  | 161  | 167  |

## Sehenswürdigkeiten
- Schloss von Flée, Monument historique seit 1983

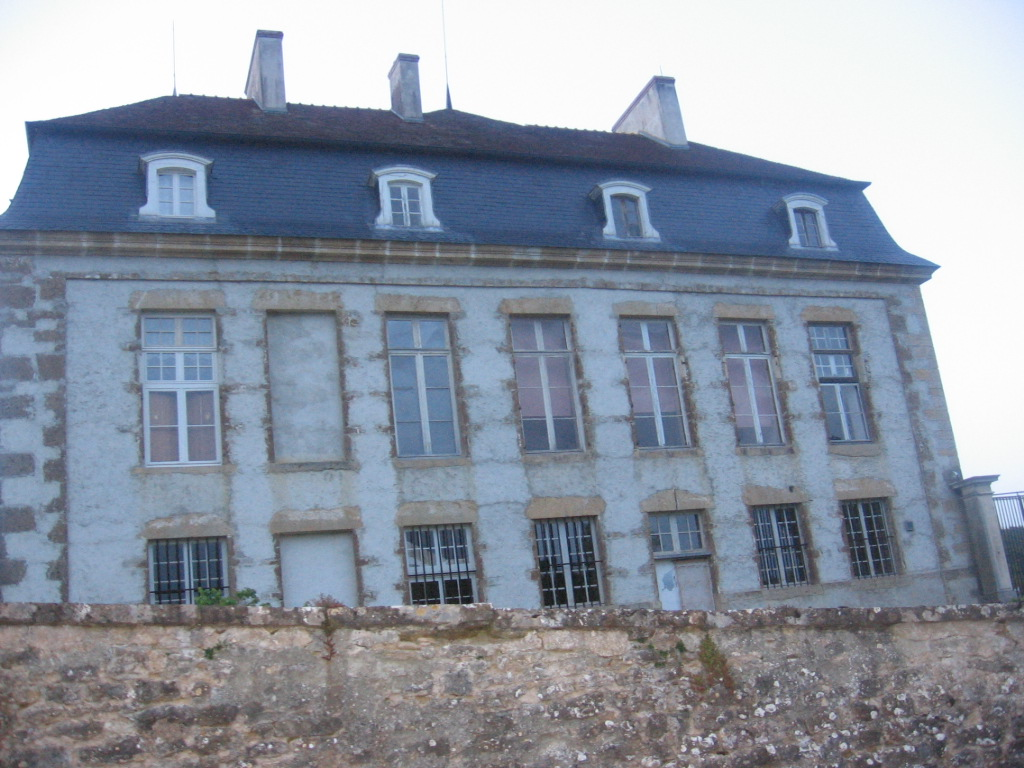
Schloss von Flée